# Lakeville (Connecticut)
Lakeville è un villaggio (census-designated place) amministrato come quartiere di Salisbury negli Stati Uniti d'America, facente parte della Contea di Litchfield nello stato del Connecticut. Collegato con la Statale 44 alla città (a circa 2,5 km), si affaccia sul lago Wononskopomuc. Fino al 1846 era chiamato "Furnace Village" e il centro storico è registrato dal 1996 nel National Register of Historic Places.
È sede della Indian Mountain School e della Hotchkiss School.
Negli anni 1950, vi abitò lo scrittore belga Georges Simenon, in una tenuta chiamata "Shadow Rock Farm". Altri abitanti celebri sono stati i musicisti Wanda Landowska (clavicembalo) e Artie Shaw (clarinetto), il filosofo Alfred Korzybski, l'attrice Jill Clayburgh, il medico Dickinson Richards e l'economista Wassily Leontief.